# IC 3124
IC 3124 је појединачна звијезда у сазвјежђу Дјевица која се налази на листи објеката дубоког неба у Индекс каталогу.
Деклинација објекта је + 9° 35' 19" а ректасцензија 12h 18m 27,4s.